# حامادو كاراموكو
حامادو كاراموكو (بالفرنسية: Hamadou Karamoko)‏ (31 أكتوبر 1995 بفرنسا - ) هو لاعب كرة قدم فرنسي في مركز الدفاع. لعب مع نادي لوريان.

## روابط خارجية
- حامادو كاراموكو على موقع الاتحاد الأوربي (الإنجليزية)
- حامادو كاراموكو على موقع قاعدة بيانات كرة القدم.إي يو (الإنجليزية)
- حامادو كاراموكو على موقع Soccerway.com (الإنجليزية)
- حامادو كاراموكو على موقع AS.com (الإسبانية)